# Platzverbot

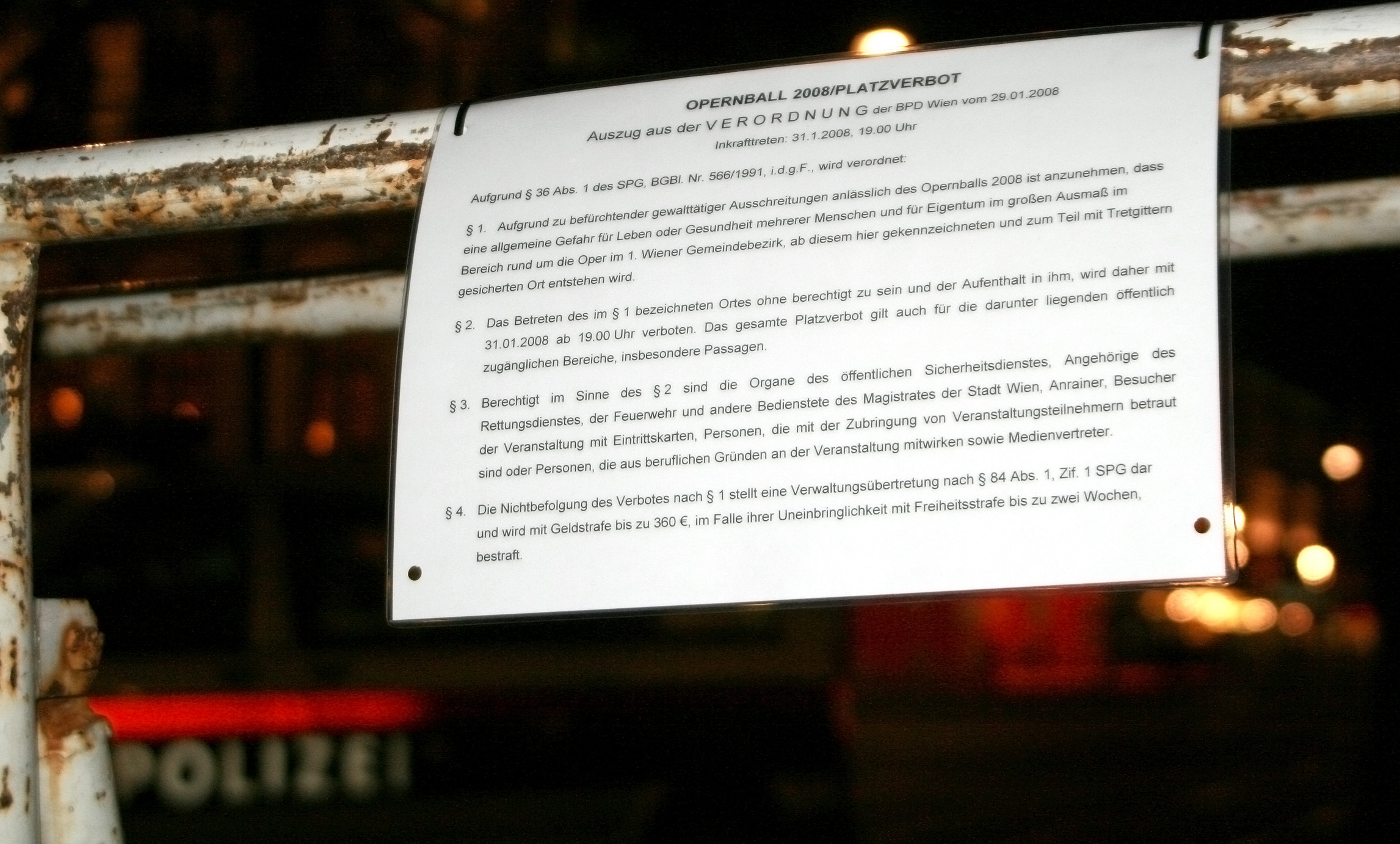
Kundmachung eines Platzverbots der Bundespolizeidirektion Wien

Das Platzverbot bezeichnet in Österreich eine Maßnahme, mit der Sicherheitsbehörden temporär den Zugang zu öffentlichen Plätzen für die Allgemeinheit untersagen können. Ein solches Platzverbot kann dann festgelegt werden, wenn bereits im Vorfeld bekannt ist, dass zu einem bestimmten Zeitpunkt an einem bestimmten Ort „eine allgemeine Gefahr für Leben oder Gesundheit mehrerer Menschen oder für Eigentum oder Umwelt in großem Ausmaß“ entstehen könnte. Im Gegensatz beispielsweise zum Platzverweis im deutschen Recht gilt das Platzverbot, das in Form einer Verordnung ausschließlich von Sicherheitsbehörden erlassen werden kann, für alle Personen und nicht nur für einen konkreten Adressaten.
Konkret angewendet wird das Platzverbot beispielsweise im Rahmen des Wiener Opernballs und der damit zusammenhängenden Opernballdemo, dem Wiener Korporations-Ball beziehungsweise der Demonstration gegen diesen und anderen Demonstrationen, bei denen gewalttätige Ausschreitungen bereits im Vorfeld erwartet werden.
Auch das Militärbefugnisgesetz kennt ein Platzverbot, das in § 9 MBG geregelt ist. Mit diesem kann der Verteidigungsminister den Zutritt zu militärischen Bereichen verbieten. In Deutschland und in der Schweiz werden ähnliche sicherheitspolizeiliche Sperrmaßnahmen als Ortsverbot bezeichnet.

## Gesetzliche Regelung
Geregelt ist das Platzverbot in § 36 Sicherheitspolizeigesetz. Im ersten Absatz wird zunächst die Voraussetzung der Annahme einer „allgemeine Gefahr für Leben oder Gesundheit mehrerer Menschen oder für Eigentum oder Umwelt in großem Ausmaß“ beschrieben, um anschließend zu erläutern, dass das Platzverbot zweierlei direkte Rechtsfolgen hat. Zum einen, dass das Betreten und der Aufenthalt im Gefahrenbereich verboten ist und zum anderen, dass die Nichtbefolgung als Verwaltungsübertretung zu behandeln ist, sofern die Sicherheitsbehörde dies in der Verordnung ausdrücklich anordnet.
Der zweite Absatz behandelt den Fall, dass die geschilderte Gefahr bereits besteht und die Behörde das Platzverbot erst nach Eintreten der Gefahr verordnet. In diesem Fall ist die Rechtsfolge jene, dass die Personen, die sich innerhalb des Gefahrenbereichs befinden, diesen zu verlassen haben und die Organe des öffentlichen Sicherheitsdienstes (in der Regel Beamte der Bundespolizei) ermächtigt werden, jedermann aus dem Gefahrenbereich zu weisen. Es wird damit also ein Rechtsgrund für einen Akt der unmittelbaren verwaltungsbehördlichen Befehls- und Zwangsgewalt geschaffen.
Die Absätze drei und vier behandeln jeweils die geeigneten Formen der Kundmachung eines Platzverbots für die beiden in Absatz eins und zwei behandelten Varianten. Ebenfalls bestimmen diese Absätze, wie lange ein Platzverbot höchstens gelten darf. Im Falle eines im Vorhinein verordneten Platzverbots beträgt die längste Dauer drei Monate, im Fall eines nachträglich angeordneten Platzverbots nur sechs Stunden.

### Gefahrendefinition
Der Begriff der allgemeinen Gefahr, wie ihn der § 36 SPG verwendet, wird als Legaldefinition in § 16 SPG beschrieben. Demnach kann von einer allgemeinen Gefahr, die ein Platzverbot rechtfertigt, zum einen dann ausgegangen werden, wenn ein gefährlicher Angriff (also die vorsätzliche, rechtswidrige Verwirklichung eines Tatbestands nach dem StGB, dem Verbotsgesetz, dem Fremdenpolizeigesetz oder dem Suchtmittelgesetz) wahrscheinlich ist. Zum anderen ist die allgemeine Gefahr auch dann gegeben, wenn sich drei oder mehr Menschen mit dem Vorsatz verbinden, fortgesetzt gerichtlich strafbare Handlungen zu begehen.
Im Hinblick auf die Gefährdung für „Leben oder Gesundheit mehrerer Menschen“ ist zu beachten, dass nach der ständigen Rechtsprechung des Obersten Gerichtshofs mindestens zwei Personen gefährdet werden müssen. Die Gefahr für „Eigentum oder Umwelt in großem Ausmaß“ kann analog zur Rechtsprechung zu den Paragraphen 169 und 180 StGB (Brandstiftung und Vorsätzliche Beeinträchtigung der Umwelt) zum einen an einer Wertgrenze von mindestens 50.000 Euro Schaden, zum anderen an der überhaupt oder für längere Zeit unmöglichen Beseitigung möglicher Folgen festgemacht werden.

### Der Gefahrenbereich
In der Verordnung muss auch der „Gefahrenbereich“ definiert werden, der sich zu Lande aber auch zu Wasser befinden und auch eine größere Ausdehnung annehmen kann. Der Gefahrenbereich hat nach Maßgabe der Möglichkeiten möglichst genau umschrieben zu werden, sodass sowohl die betroffenen Personen als auch die vollziehenden Exekutivorgane den Verbotsbereich nachvollziehen können. Außerdem haben in der betreffenden Verordnung Personen, die sich neben den Organen des öffentlichen Sicherheitsdienstes am beschriebenen Ort weiterhin aufhalten dürfen, genannt zu werden. In der Regel trifft dies auf Rettungskräfte, Vertreter der Presse, Anrainer des betroffenen Gebiets sowie Teilnehmer von allenfalls im Gefahrenbereich stattfindenden Veranstaltungen zu.
In der Praxis führt insbesondere letztere Gruppe häufig zu Problemen bei der Auslegung der Verordnung. Wenn beispielsweise anlässlich einer öffentlichen Wahlwerbeveranstaltung einer Partei ein Platzverbot zum Schutz dieser Veranstaltung erlassen wurde, so ist es dem Veranstalter überlassen, wen er als „Teilnehmer“ dieser Veranstaltung zulassen will.

### Verwaltungsübertretung
Das Gesetz räumt den Sicherheitsbehörden die Befugnis ein, den Verstoß gegen ein erlassenes Platzverbot nach Absatz 1 als Verwaltungsübertretung zu erklären. Um dies zu tun, muss die Behörde das Vorliegen einer Verwaltungsübertretung im Falle der Nichtbeachtung des Platzverbots ausdrücklich in der Verordnung des Verbots festlegen. Damit räumt die Sicherheitsbehörde den mit der Vollziehung der Verordnung beauftragten Sicherheitsorganen auch eine Möglichkeit ein, im Falle der Nichtbefolgung durchzugreifen. Während das Platzverbot nämlich nicht durch unmittelbare Befehls- und Zwangsgewalt durchsetzbar ist, können Personen, die sich dem Platzverbot widersetzen dennoch festgenommen werden, da sie damit eine Verwaltungsübertretung begehen (§ 35 VStG).
Die Strafe für die Verwaltungsübertretung ist in § 84 SPG festgelegt. Demnach hat, wer einen mit einem Platzverbot belegten Bereich betritt oder sich in ihm aufhält, ohne dazu berechtigt zu sein, eine Geldstrafe von bis zu 500 Euro zu bezahlen. Ergänzend dazu ist eine Ersatzfreiheitsstrafe von bis zu zwei Wochen vorgesehen. Festgesetzt wird der konkrete Betrag beziehungsweise die Höhe der Ersatzfreiheitsstrafe von der zuständigen Sicherheitsbehörde im ordentlichen Verwaltungsstrafverfahren.
Bei einem nachträglich verordneten Platzverbot nach Absatz 2 kann der Verstoß gegen dieses nicht als Verwaltungsübertretung erklärt werden. Eine Festnahme wegen einer solchen Verwaltungsübertretung ist also ebenfalls ausgeschlossen. Dafür kann die Sicherheitsbehörde den Organen des öffentlichen Sicherheitsdienstes aber die Befugnis einräumen, Personen aus dem Gefahrenbereich zu weisen. Diese Wegweisung kann auch mit Mitteln der Befehls- und Zwangsgewalt durchgesetzt werden.

## Debatte über Verbotszonen
Die weit gefasste Verbotszone anlässlich des Akademikerballs 2014, die von der Landespolizeidirektion Wien verhängt wurde, sorgte im Vorfeld für große Kritik. Die während des Balls stattfindenden Ausschreitungen waren für die Polizei der Beweis, dass diese Sperrzone gerechtfertigt war, wenngleich in der Wiener Innenstadt großer Sachschaden entstand.